# 冨士谷あつ子
冨士谷 あつ子（ふじたに あつこ、1932年（昭和7年）11月2日 - ）は、日本の評論家。京都文化創生機構理事長、日本ジェンダー学会前会長。

## 略歴
京都市出身。本名は鈴木あつ子。評論家、日本ペンクラブ名誉会員。
京都大学農学部卒。1996年京都大学より博士（農学）の学位を取得。1970年から「京のおんな大学」を主宰。これを改組・改称し特定非営利団体京都生涯教育研究所、所長・副理事長を務めた。現在は京都文化創生機構理事長を務める。
1977年、京都国際文化協会を在洛文化人らと設立（のち財団法人。2012年まで副理事長）。この法人を基盤として日本女性学研究会を有志と設立し、日本女性学会の設立も提言(幹事就任）。1997年、男女両性の平等と人間的生活の確立を目指す｢日本ジェンダー学会」を有志と設立(初代会長）。
1975年読売教育賞受賞。1993年武庫川女子大学教授。のち福井県立大学教授。退任後、京都生涯教育研究所を改組して京都文化創生機構拠点として文化庁支援事業等による教育生涯教育・学際研究及び文化交流・文化創造活動を推進。

## 著書
- 『京おんなの京』白川書院 1973
- 『三十歳からの出発』酒井堅次編 読売新聞社 1975
- 『主婦が輝くとき』駸々堂出版 1979
- 『中年からの出発 男女協力社会をめざして』読売新聞社 1980
- 『あたりまえの女たちの出発 兼業主婦時代』ミネルヴァ書房 1984 シリーズ「女いま生きる」
- 『50歳からのいきいきセックス』読売新聞社 1988
- 『このまま死んでたまるか』読売新聞社 1990
- 『生涯学習への出発』朱鷺書房 1990
- 『宇治の流れに』南山出版 1991
- 『阿国夢幻』かもがわ出版 2001
- 『日本農業の女性学 男女共同参画社会とエコロジカル・ライフをめざして』ドメス出版 2001

### 共編著
- 『日本の遊戯具 貝あわせ』白畑よし共著 フジアート出版 1974
- 『女性学入門 女性研究の新しい夜明け』編 サイマル出版会 1979
- 『大卒女性100万人時代』上杉孝実共編 勁草書房 1982
- 『女たちの自分史 生きていま女が語る』編 読売新聞社 1986
- 『学び働く女の時代』上杉孝実共著 勁草書房 1986
- 『暮らしのなかの女性学 女性たちの新しい出発』編著 ミネルヴァ書房 1987 シリーズ「女いま生きる」
- 『生きていま私が語る・京都』編 阿吽社 1992
- 『女が変わる男が変わる100冊の本』伊藤公雄共編著 かもがわ出版 1997
- 『京都学を学ぶ人のために』上田正昭監修 芳賀徹共編 世界思想社 2002
- 『長寿社会を拓く いきいき市民の時代』岡本民夫共編著 ミネルヴァ書房 2006
- 『男女共同参画の実践 少子高齢社会への戦略』塚本利幸共著 明石書店 2007
- 『日本・ドイツ・イタリア超少子高齢社会からの脱却 家族・社会・文化とジェンダー政策』伊藤公雄共編著 明石書店 2009

## 参考
- コトバンク
- 『50歳からの生き生きセックス』著者紹介